# Bernt Hulsker
Bernt Nikolai Hulsker (L'Aia, 9 settembre 1977) è un ex calciatore norvegese, di ruolo attaccante.

## Carriera

### Club
Hulsker iniziò la carriera con le maglie di Vestnes Varfjell, Tomrefjord e Træff. Debuttò nella Tippeligaen il 1º agosto 1999, sostituendo Ole Bjørn Sundgot nel successo per quattro a tre sul Vålerenga. Il 3 maggio 2000 segnò la prima rete nella massima divisione norvegese, nel tre a due inflitto all'Odd Grenland.
Nel 2005, passò al Vålerenga. Esordì da titolare il 10 aprile, nella partita persa per tre a uno in casa dello HamKam. L'11 maggio arrivarono le prime reti, con i cinque gol segnati nel dieci a due inflitto allo Hadeland. Al termine della stagione, il Vålerenga vinse il campionato.
Nel 2006, si trasferì nella vicina Svezia per vestire la maglia dell'AIK. Il debutto nella Allsvenskan arrivò il 2 aprile 2006, nel pareggio casalingo per due a due contro il Gefle (partita nella quale andò anche a segno).
Nel 2007 tornò in patria, firmando per lo Start con la formula del prestito. Esordì il 26 agosto, sostituendo Fredrik Strømstad nel pareggio per uno a uno contro il Brann. Il 15 settembre arrivò il primo gol, nel successo per due a uno sul Rosenborg. Il trasferimento divenne poi a titolo definitivo.
Nel corso del 2010, si trasferì in prestito allo Stabæk. Il primo match con questa casacca fu datato 5 aprile, entrando in campo in sostituzione di Henning Hauger nella sconfitta per uno a zero contro il Tromsø.
Al termine della stagione, si ritirò.

## Palmarès

### Giocatore
Bernt Hulsker è un ex-giocatore norvegese, nato però nella città di Den Haag nei Paesi Bassi. 
Hulsker Alto 1,88 m per 79 kg, aveva, come miglior attributo nel suo bagaglio tecnico, il colpo di testa, con il quale ha realizzato molte delle reti siglate in carriera

#### Club

##### Competizioni nazionali
- Campionato norvegese: 1

Vålerenga: 2005